# Корнфилд, Джек
Джек Корнфилд — американский писатель и учитель медитации в традиции буддизма Тхеравады. С 1974 года он преподает медитацию випассана по всему миру.  Сооснователь образованного в 1975 году «Общества медитации прозрения» с Джозефом Голдстейном и Шэрон Зальцберг. Корнфилд работал миротворцем и активистом, организовывал обучение учителей и руководил международными встречами буддийских учителей, включая Далай-ламу.

## Публикации на русском языке
- (1977) Корнфилд Дж. Современные буддийские мастера = Living Buddhist Masters. — Москва : Золотой век, 1993. — 200 с. — ISBN 5-900206-06-8.
- (1987) Голдстейн Дж., Корнфилд Дж. Путь к сердцу мудрости. Опыт прозрения = Seeking the heart of wisdom: the path of insight meditation. — Санкт-Петербург: Андреев и сыновья, 1993. — 448 с. — ISBN 5-87452-043-0.
- (1993) Корнфилд Дж. Путь с сердцем. Путеводитель по опасностям и надеждам духовной жизни = A Path with Heart: A Guide through the Perils and Promises of Spiritual Life. — Киев : София, 1997. — 304 с. — ISBN 5-220-00037-3.
- (2001) Корнфилд Дж. После экстаза - стирка. О том, как сердце становится мудрее на духовном пути = After the Ecstasy, the Laundry: How the Heart Grows Wise on the Spiritual Path. — 2024. — (Самадхи).
- (2008) Корнфилд Дж. Мудрое Сердце. Путеводитель по универсальным учениям буддийской психологии = The Wise Heart: A Guide to the Universal Teachings of Buddhist Psychology. — 2024. — (Самадхи).

## Внешние ссылки
- jackkornfield.com - официальный сайт